# مثالية أفلاطونية

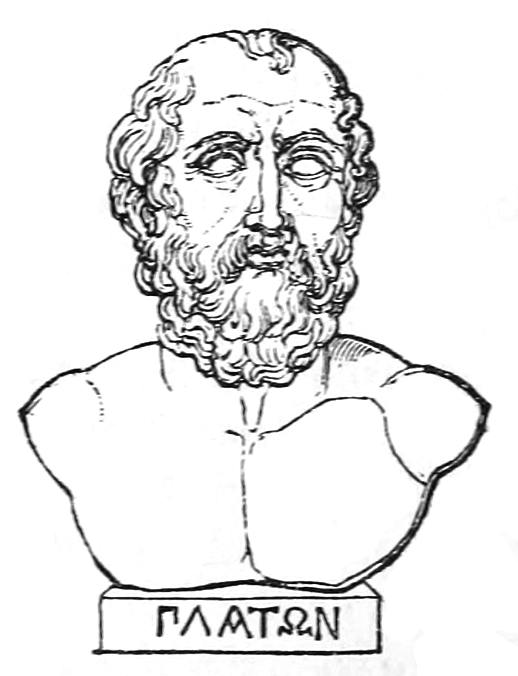

الأفلاطونية المثالية أو الفلسفة المثالية، عادة ما تشير إلى نظرية أو مذهب عالم المثل لأفلاطون.

## نظرة عامة
يرى بعض المعلقين أن أفلاطون جادل بأن الحقيقة فكرة مجردة. بعبارة أخرى، فإننا ندفع للاعتقاد بأن عالم المثل هو محض تجريد، لا علاقة له بما يسمى في الفلسفة الأوروبية الحديثة بالعالم الخارجي، على الرغم من أن أفلاطون نفسه درّس أن المثل هي في النهاية حقيقية ومختلفة عما هو ليس بالمثل—بل ودافع عن التمييز بين عالم المثل وعالم اللا مثل.
هؤلاء المعلقون إذًا يدّعون ما يلي: على سبيل المثال، إذا نظرنا لشجرة معينة تفتقد غصنًا أو غصنين، قد تكون حية أو ميتة، وعلى جذعها منحوت أسماء شخصين متحابين، فإنها تختلف عن الفكرة المجرد لماهية الشجر. ماهية الشجر هو المثل الأعلى الذي يتصوره كل منا ليمكّننا من التعرّف على كل انعكاس معيوب للشجر من حولنا.
أفلاطون قدّم فكرة  خط التقسيم كإطار لهذه النظرية. ففي الصوب الأعلى من الخط يوجد مثل الخير، والذي يقوم بتوجيه كل ما أسفله.
يفسر بعض فلاسفة علم اللسانيات المعاصرين «الأفلاطونية» بأنها الافتراض بأن المسلمات موجودة بشكل مستقل عن الأشياء المعينة (حيث أن المسلمة هي أي كيان بإمكان الشيء الخاص الاستناد إليه).
الأفلاطونية مدرسة قديمة من الفلسفة أسسها أفلاطون. في البداية، كانت لهذه المدرسة في ذات الوقت الوجود المادي في موقع خارج أسوار أثينا يسمى الأكاديمية، بالإضافة للوحدة الفكرية لنهج مشترك في التفلسف.
تنقسم الأفلاطونية لثلاثة مراحل:
1. الأفلاطونية المبكرة
2. الأفلاطونية المتوسطة
3. الأفلاطونية المحدثة

استخدم طلاب أفلاطون الهيبومنيماتا (كلمة تعني الدفاتر أو المسودات أو المذكرات أو النسخ باليونانية) كأساس لنهجهم الفلسفي في المعرفة. تشكّل الهيبومنيماتا الذاكرة المادّية للأشياء المقروءة والمسموعة والخاطرة على البال، وبالتالي موفّرة إياهم ككنز متراكم من أجل إعادة القراءة والتأمل في وقت لاحق. للأفلاطونيين المحدّثين فإنها تشكل أيضًا المادة الخامة لتكوين أطروحات أكثر منهجية  والتي يقدَّم فيها الحجج والوسائل التي يمكن من خلالها التصدي لبعض الرذائل (مثل الغضب والحسد والغيبة والتملّق) أو التغلب على بعض الظروف صعبة (مثل الحداد والمنفى والعار).
تعتبر الأفلاطونية في كليات الرياضيات حول العالم بأنها أساس فلسفة الرياضيات، وخاصة فيما يتعلق بأسس الرياضيات.
إحدى ادعاءات هذه الفلسفة هي أطروحة أن الرياضيات لا تختلق بل تكتشف. 
غياب التمييز الواضح في هذه الأطروحة بين ما يعتبر اختلاقًا رياضيًا أم  غير رياضيّ يترك الباب مفتوحا للاستدلال بأن الادعاء نفسه ينطبق على ما يسمى بالمساعي الإبداعية مثل الفن والموسيقى والأدب.
ومن غير المعروف إن كانت لأفكار أفلاطون عن المثالية لها أي سابق أصل،  ولكن أفلاطون كان ينظر لفيثاغورس بغاية الاحترام، وكان فيثاغورس وأتباعه جزءًا من حركة تعرف باسم الفيثاغورية يدّعون أن العالم بني فعليًا من الأرقام، وهم كيان مجرد مطلّق.